# Solpuga carvalhoi
Solpuga carvalhoi är en spindeldjursart som beskrevs av Lawrence 1960. Solpuga carvalhoi ingår i släktet Solpuga och familjen Solpugidae. Inga underarter finns listade i Catalogue of Life.